# جيف باول (محامي)
جيف باول (بالإنجليزية: Jeff Powell)‏ هو لاعب كرة قدم أمريكية ومحامي أمريكي، ولد في 27 مايو 1963 في ناشفيل في الولايات المتحدة.

## وصلات خارجية
- جيف باول على موقع مرجع كرة القدم المحترفة.كوم (الإنجليزية)